# Francisco Doblas Bermejo
Francisco Doblas Bermejo (Córdoba, España, 24 de julio de 1948) es un exfutbolista español que se desempeñaba como delantero.

## Clubes
| Club                | País   | Año       |
| ------------------- | ------ | --------- |
| U. P. Langreo       | España | 1967-1968 |
| R. C. Celta de Vigo | España | 1969-1978 |